# Immanant d'une matrice
Ne pas confondre ce concept mathématique avec l'immanence, la notion philosophique.
En mathématiques, l'immanant d'une matrice  est une généralisation des notions de déterminant et de permanent définie par Dudley E. Littlewood et Archibald Read Richardson. Ce concept est utilisé notamment en théorie des représentations du groupe symétrique.

## Définition
Soit {\displaystyle \lambda =(\lambda _{1},\lambda _{2},\ldots )}  une partition d'un entier  {\displaystyle n} et soit {\displaystyle \chi _{\lambda }} le caractère de la représentation irréductible correspondante du groupe symétrique {\displaystyle S_{n}}. L'immanant d'une matrice {\displaystyle A=(a_{ij})} d'ordre {\displaystyle n} associe au caractère {\displaystyle \chi _{\lambda }} est défini comme :  
{\displaystyle {\rm {Imm}}_{\lambda }(A)=\sum _{\sigma \in S_{n}}\chi _{\lambda }(\sigma )a_{1\sigma (1)}a_{2\sigma (2)}\cdots a_{n\sigma (n)}.}
Le déterminant est le cas particulier de l’immanant obtenu lorsque {\displaystyle \chi _{\lambda }} est le caractère alternant  {\displaystyle \operatorname {sgn} }, de Sn, défini par la parité d'une permutation.
Le permanent est le cas  particulier de l’immanant obtenu lorsque {\displaystyle \chi _{\lambda }} est le caractère trivial égal à 1.

## Utilisation
Dans leurs travaux, Littlewood et Richardson ont aussi étudié les relations de l’immanant avec les  fonctions de Schur dans la théorie des représentations du groupe symétrique.